# 富春茶社
富春茶社又名淮扬第一楼，位于中国江苏省扬州市古城中心的得胜桥巷，始创于清光绪十一年（1885年），是淮扬菜系传统名店之一，被列为国家特级酒家、中华餐饮名店。

## 名菜
- 茶——魁龙珠，用浙江的龙井、安徽的魁针加上扬州的珠兰窨制而成。
- 淮扬细点——三丁包、千层油糕、翡翠烧卖曾获得中华厨艺金鼎奖，被定为“中华名小吃”。
- 淮扬菜肴——蟹粉狮子头；拆烩鲢鱼头；大煮干丝；[2]水晶肴肉；清炒虾仁。

- 扬州富春茶社三丁包、千层油糕、翡翠烧卖
- 扬州富春茶社汤包